# محمد عبد اللاه
لواء أركان حرب /  محمد عبد اللاه، هو قائد عسكري مصري، وأمين عام وزارة الدفاع الأسبق، شغل سابقاً منصب قائد منطقة شرق القناة ومكافحة الإرهاب، ومنصب قائد الجيش الثالث الميداني. من مواليد 2 مارس 1958 بمحافظة الإسكندرية، تخرج في الدفعة 72 حربية من الكلية الحربية، وحاصل على جميع الفرق الحتمية بسلاح المدرعات، وكان ترتيبه الأول بامتياز، كما حصل على دورة المدرعات الأساسية من الولايات المتحدة الأمريكية، ودورة قائد سرايا دبابات من ألمانيا، وعلى ماجستير العلوم العسكرية من كلية القادة والأركان، وزمالة كلية الحرب العليا من أكاديمية ناصر العسكرية العليا.، إلى جانب حصوله على بعثة كلية القادة والأركان الأمريكية نظرا لتوفقه الدراسى.

## التأهيل العسكري
- بكالوريوس العلوم العسكرية من الكلية الحربية
- جميع الفرق الحتمية المؤهلة لضباط المدرعات بامتياز
- دورة المدرعات الأساسية من الولايات المتحدة الأمريكية
- دورة قادة سرايا دبابات من ألمانيا
- ماجستير العلوم العسكرية من كلية القادة والأركان
- ماجستير العلوم العسكرية من كلية القادة والأركان الأمريكية
- زمالة كلية الحرب العليا من أكاديمية ناصر العسكرية العليا
- دورة كبار القادة من أكاديمية ناصر العسكرية العليا

## الأوسمة والأنواط والميداليات
- حصل على نوط الواجب العسكري مرتين
- نوط الخدمة الممتازة
- نوط التدريب من الطبقة الاولى
- ميدالية الخدمة الطويلة والقدوة الحسنة
- ميدالية تحرير الكويت
- ميدالية 25 يناير
- ميدالية 30 يونيو

## حياته المهنية
- تدرج في جميع الوظائف القيادية بسلاح المدرعات من قائد كتيبة دبابات مروراً بقائد لواء مدرع وانتهاءً بقائد فرقة مدرعة.
- ملحق الدفاع العسكري بألمانيا.
- رئيس شعبة عمليات الجيش الثالث الميداني.
- رئيس فرع العمليات بهيئة عمليات القوات المسلحة.
- رئيس أركان المنطقة الغربية العسكرية.
- رئيس أركان الجيش الثالث الميداني.
- قائد الجيش الثالث الميداني.[4]
- قائد منطقة شرق القناة ومكافحة الإرهاب.[5][6]